# Parsloes
Parsloes es una circunscripción electoral del municipio de Barking y Dagenham, en la región y el condado del Gran Londres (Inglaterra). En ella se eligen a tres de los cincuenta y un concejales que forman el Ayuntamiento de Barking y Dagenham.

## Geografía
Según la Oficina Nacional de Estadística británica, Parsloes tiene una superficie de 1,24 km². Limita con otras cinco circunscripciones de Barking y Dagenham: al norte con Valence, al este con Heath, al sur y al este con Alibon, y al oeste con Mayesbrook y Becontree.

## Demografía
Según el censo de 2001, Parsloes tenía 9039 habitantes (46,9% varones, 53,1% mujeres) y una densidad de población de 7289,52 hab/km². El 23,45% eran menores de 16 años, el 68,39% tenían entre 16 y 74, y el 8,16% eran mayores de 74. La media de edad era de 37,28 años. 
Según su grupo étnico, el 93,67% de los habitantes eran blancos, el 1,32% mestizos, el 1,37% asiáticos, el 3,03% negros, el 0,27% chinos, y el 0,34% de cualquier otro. La mayor parte (93,73%) eran originarios del Reino Unido. El resto de países europeos englobaban al 2,66% de la población, mientras que el 1,57% había nacido en África, el 1,29% en Asia, el 0,43% en América del Norte, el 0,15% en América del Sur, el 0,09% en Oceanía, y el 0,07% en cualquier otro lugar. El cristianismo era profesado por el 72,81%, el budismo por el 0,18%, el hinduismo por el 0,4%, el judaísmo por el 0,38%, el islam por el 1,5%, el sijismo por el 0,18%, y cualquier otra religión por el 0,21%. El 16,17% no eran religiosos y el 8,18% no marcaron ninguna opción en el censo.
El 47,93% de los habitantes estaban solteros, el 34,54% casados, el 2,25% separados, el 7,04% divorciados y el 8,25% viudos. Había 3769 hogares con residentes, de los cuales el 31,41% estaban habitados por una sola persona, el 17,01% por padres solteros con o sin hijos dependientes, el 49,96% por parejas (40,25% casadas, 9,71% sin casar) con o sin hijos dependientes, y el 1,62% por múltiples personas. Además, había 53 hogares sin ocupar.					
La población económicamente activa se situó en 3764 habitantes, de los que un 90,41% tenían empleo, un 6,99% estaban desempleados, y un 2,6% eran estudiantes a tiempo completo.